# Josef di Michele Coen
Josef di Michele Coen est un des enfants juifs enlevés de force à ses parents et baptisés sous Pie IX. 
Le journal juif de langue allemande Allgemeine Zeitung des Judenthums a relaté les faits pendant l'année 1864, et essayé de sensibiliser le monde à cette affaire,,,,.

## Biographie
Josef est né en 1854 à Rome dans une famille pauvre. À l'âge de dix ans, en 1864, il est apprenti chez un cordonnier. Envoyé par son maitre pour livrer une paire de chaussures à la maison d'un prêtre, le garçon est attrapé et conduit de force au Collegio dei Neofiti, un séminaire fondé par le pape Grégoire XIII pour accueillir les nouveaux convertis, où il est détenu pour être baptisé. 
Le pape et les autorités catholiques refusent de le rendre en dépit des protestations de ses parents et de la communauté juive. 
Cette affaire provoque un grand émoi à travers toute l'Europe et principalement en France. Le comte Eugène de Sartiges, ambassadeur de France près le Saint-Siège, proteste de façon véhémente au nom de son gouvernement, mais l'administration papale lui rétorque que l'enfant a lui-même décidé de devenir chrétien, et que ce n'est pas la fonction du pape d'interférer à la suite d'une telle décision de l'enfant. Le pape en examinant le cas aurait dit avoir demandé à Coen s'il embrassait le christianisme de son plein gré. Le garçon aurait répliqué qu'il préférait une religion qui lui offre de beaux habits, de la bonne nourriture et plein de jeux, à sa pauvre famille et à la boutique du cordonnier. Cette réponse aurait convaincu le pape de la sincérité des intentions du futur converti. En conséquence, le baptême de Coen est célébré dans la chapelle Saint-Stanislas le jour de la Saint-Michel, le 29 septembre 1864 par le cardinal Caggiano. Le comte de Maistre est son parrain et le néophyte reçoit le nom de Stanislaus Maria Michael Joseph Pius Eugenio.   
La souffrance de la famille Coen causée par son enlèvement est immense. Sa sœur âgée de dix-huit ans meurt de  chagrin et sa mère devient folle et est envoyée à Livourne en Toscane chez sa famille. Le père est obligé de quitter Rome, pour échapper aux persécutions du gouvernement papal. Un autre Juif est jeté en prison pour avoir vu le jeune Coen à la fenêtre du Collegio et avoir essayé de lui parler.  
Ce n'est qu'à la chute du gouvernement pontifical en 1870, et après des mesures énergiques prises par le gouvernement italien que Coen est relâché et envoyé chez sa mère à Livourne. Sa détention forcée aura duré sept ans. On ignore ce qu'il est devenu par la suite. 

## Liens contextuels
- Antisémitisme
- Affaire Montel
- Affaire Mortara
- Affaire Finaly
- Enlèvement